# ガートルード・マクドナルド

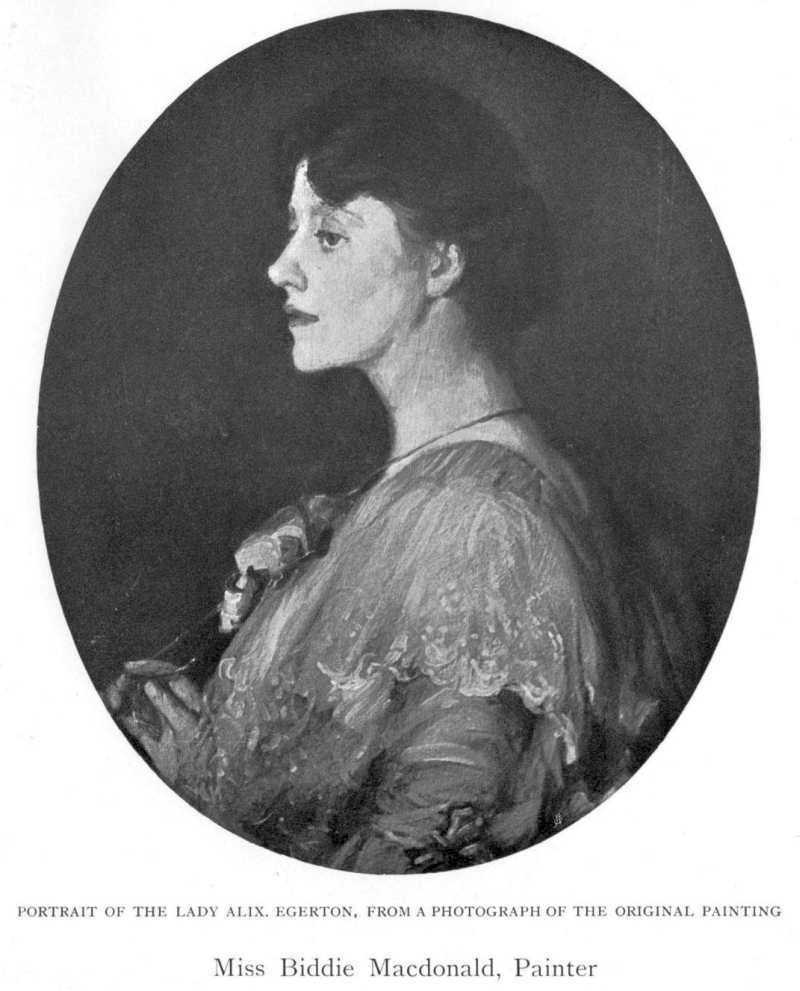
ガートルード・マクドナルド作「アリックス・エジャートンの肖像画」(1905)

ガートルード・マクドナルド（英語: Gertrude Macdonald、Biddy Macdonaldとも、1871年 - 1952年6月9日）は、イギリスの画家である。肖像画や風景画などを描いた。

## 略歴
当時リヴァプールなどが含まれていたランカシャーのWavertree（現在はリヴァプールの一部）で生まれ、リヴァプールの商人の娘として育った。女性画家のルイーズ・ジョプリングが 1887年にロンドンに開いた女性のための美術学校で学んだ 。同じ美術学校で学んでいた貴族の娘のアリックス・エジャートン（Alix Egerton: 1870^1932）とスタジオを開き、エジャートンの肖像画を描き評判を得て、上流階級の人々から肖像画の注文を受けた 。
1890年代の終わりに、パリに出て修行を続け、パリでグラスゴー生まれの画家のアレクサンダー・ジェイミソン（Alexander Jamieson: 1873-1937）と知り合い、イギリスに戻り、遅くとも1901年までにはロンドンのブロンプトン・ロード(Brompton Road)で絵画学校を経営した。1907年1月26日にジェイミソンと結婚し、1908年に娘が生まれた。
第一次世界大戦中は、アレクサンダー・ジェイミソンが将校として軍に参加したため、一家はバッキンガムシャーのアイルズベリーの1912年に購入してた夏の別荘に移った。戦後もバッキンガムシャーで暮らし、絵を教えた。
1905年にイギリスで出版されたウォルター・ショー・スパローの「Women Painters of the World」にも収録された。